# Gadding
Gadding is een bestuurslaag in het regentschap Sumenep van de provincie Oost-Java, Indonesië. Gadding telt 3680 inwoners (volkstelling 2010).